# Бегония королевская
Бегония королевская (лат. Begonia rex) — вид цветковых растений рода Бегония (Begonia) семейства Бегониевые (Begoniaceae). Является родителем более 500 сортов комнатных растений. Вид был обнаружен в Индии в штате Ассам и введен в культуру в середине 1850-х.

## Название
Родовое латинское название Begonia дано в честь французского интенданта колоний и флота Мишеля Бегона (фр. Michel Bégon, 1638—1710). Русскоязычное название является транслитерацией латинского.
Видовой латинский эпитет rex означает — «король», «правитель»; королевская. Альтернативное название: Бегония Рекс.

## Ботаническое описание
Корневищный геофит.

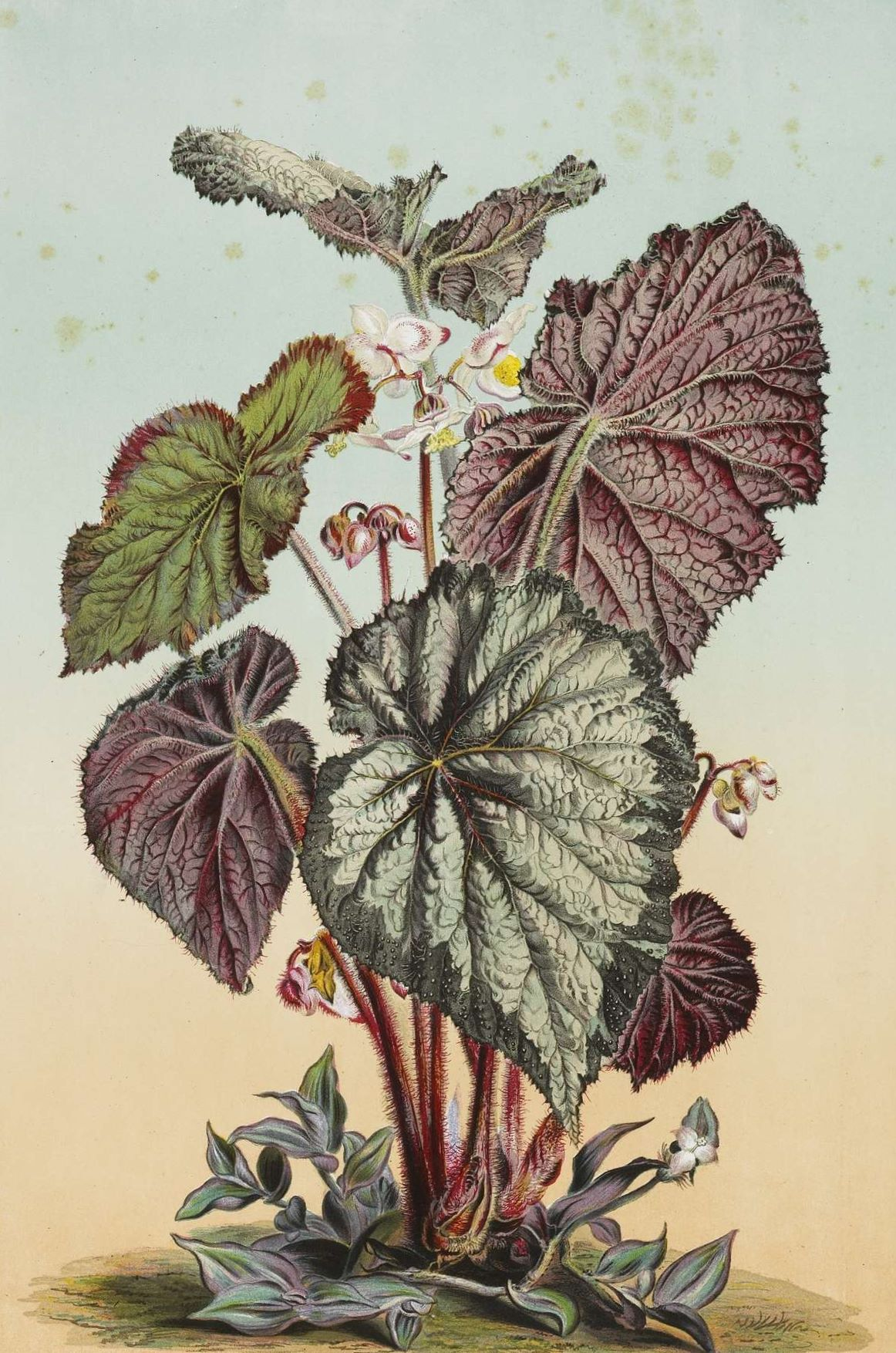
Ботаническая иллюстрация

Травянистое растение до 40 см высотой. Корневища удлинённые, 7-14 мм в диаметре.
Листья прикорневые; прилистники опадающие, 1,4-1,5 × 1,6-1,8 см, перепончатые; черешок до 35 см длиной, густо опушённый; пластинка абаксиально пурпурная, адаксиально тёмно-зелёная с серовато-зелёным или серебристым подковообразным пятном, от яйцевидной до узкояйцевидной, асимметричная, 6-33 × 5-21 см, абаксиально слабоволосистая, адаксиально длинная щетинковидная, жилкование пальчатое, 6- или 7- с жилками, основание косое, сердцевидное, края зубчатые и реснитчатые, вершина коротко заострённая.
Соцветия 10-13 см высотой, почти голые.
- Тычиночные цветки: цветоножка 2,2-3,5 см; листочки околоцветника 4, от розоватого до розового, голые, наружные 2 продолговато-яйцевидные, 1,3-2 см × 8-17 мм, вершина от тупой до острой, внутренние 2 продолговато-ланцетные, 0,9-1,8 см × 3,5-8 мм; тычинок 100—120; нити 2-5,4 мм; пыльники продолговатые, 1,3-2,9 мм длиной, с заострённой верхушкой.
- Пестичные цветки: цветоножка 2,9-3,1 см; листочки околоцветника 5, неравные, от эллиптических до широкояйцевидных, голые, самые большие около 2 × 1,5-1,7 см, наименьшие 1,6-1,8 см × 6-8 мм, вершина острая до тупой; завязь голая, 2-гнёздная; плаценты осевые, двухслойные; стиль 2, свободный, 4,4-5,2 мм; рыльца 2-раздвоенные, спиралевидные.

Капсула поникающая, неравно 3-крылатая; абаксиальное крыло язычковое или серповидное, 1,5-2,5 см длиной, вершина закруглённая; боковые крылья полулунные, 3,5-5 мм в длину.

## Распространение
Природный ареал охватывает Юго-Восточную Азию, включая Индию (Ассам), Восточные Гималаи и Мьянму. Кроме того, она была интродуцирована в Бангладеш, Кубу, Доминиканскую Республику и Гаити. Этот вид преимущественно произрастает в субтропических биомах.

## Таксономия
Begonia rex Putz., первое упоминание в J. Gén. Hort. 2: 141 (1857).

### Синонимы
Гомотипные (основанные на одном и том же номенклатурном типе):
- Platycentrum rex (Putz.) Seem., 1860

Гетеротипные (основанные на разных номенклатурных типах):

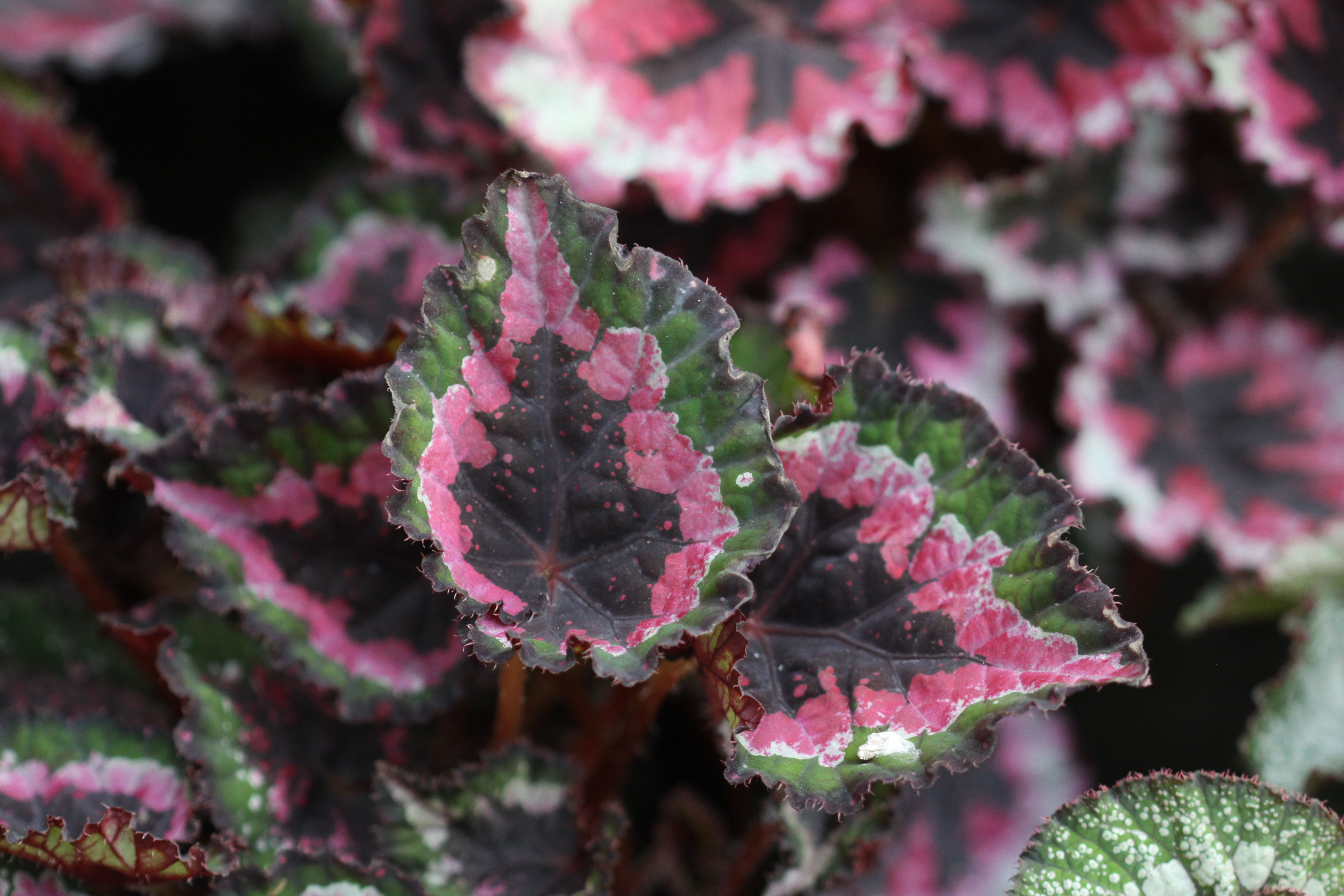
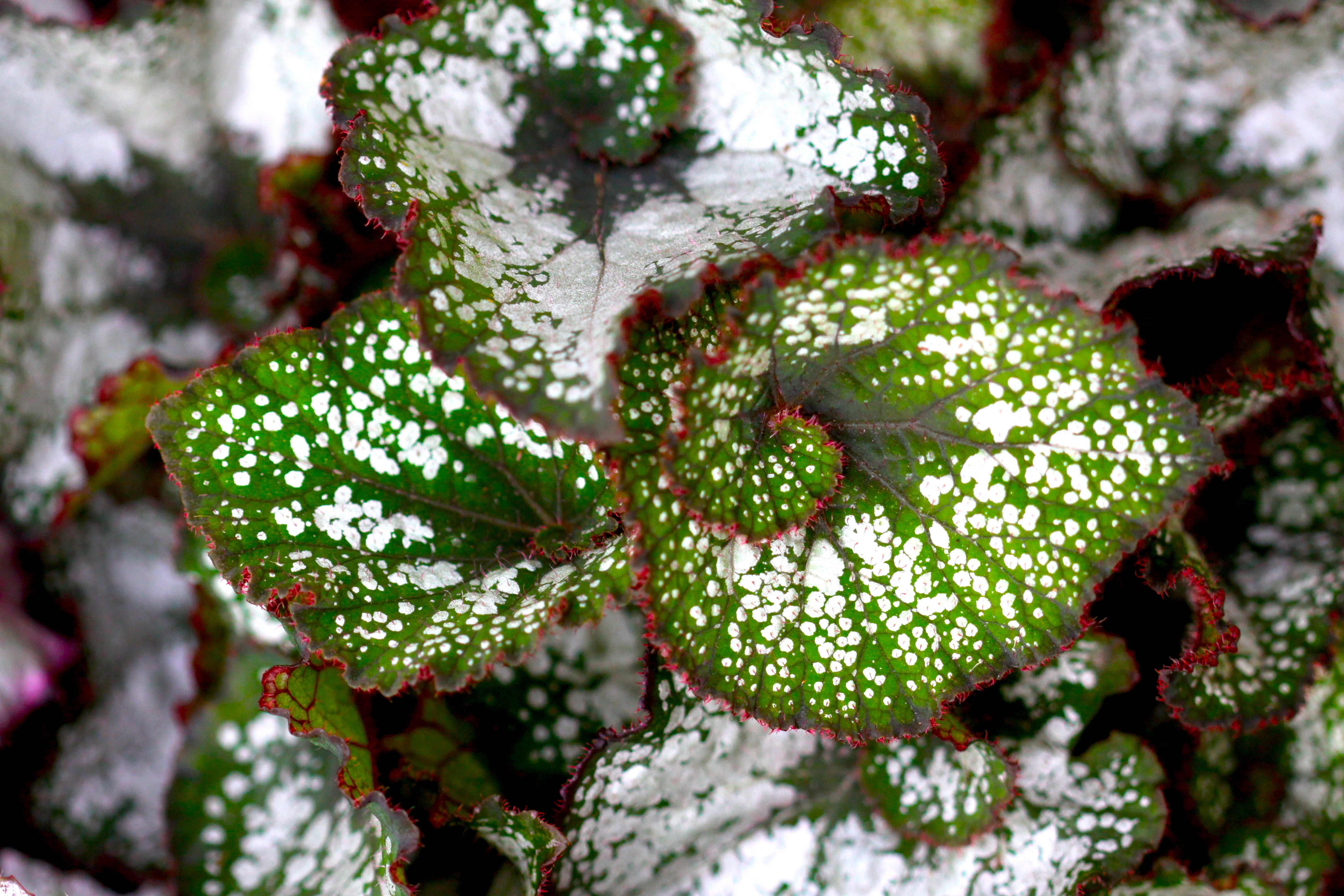
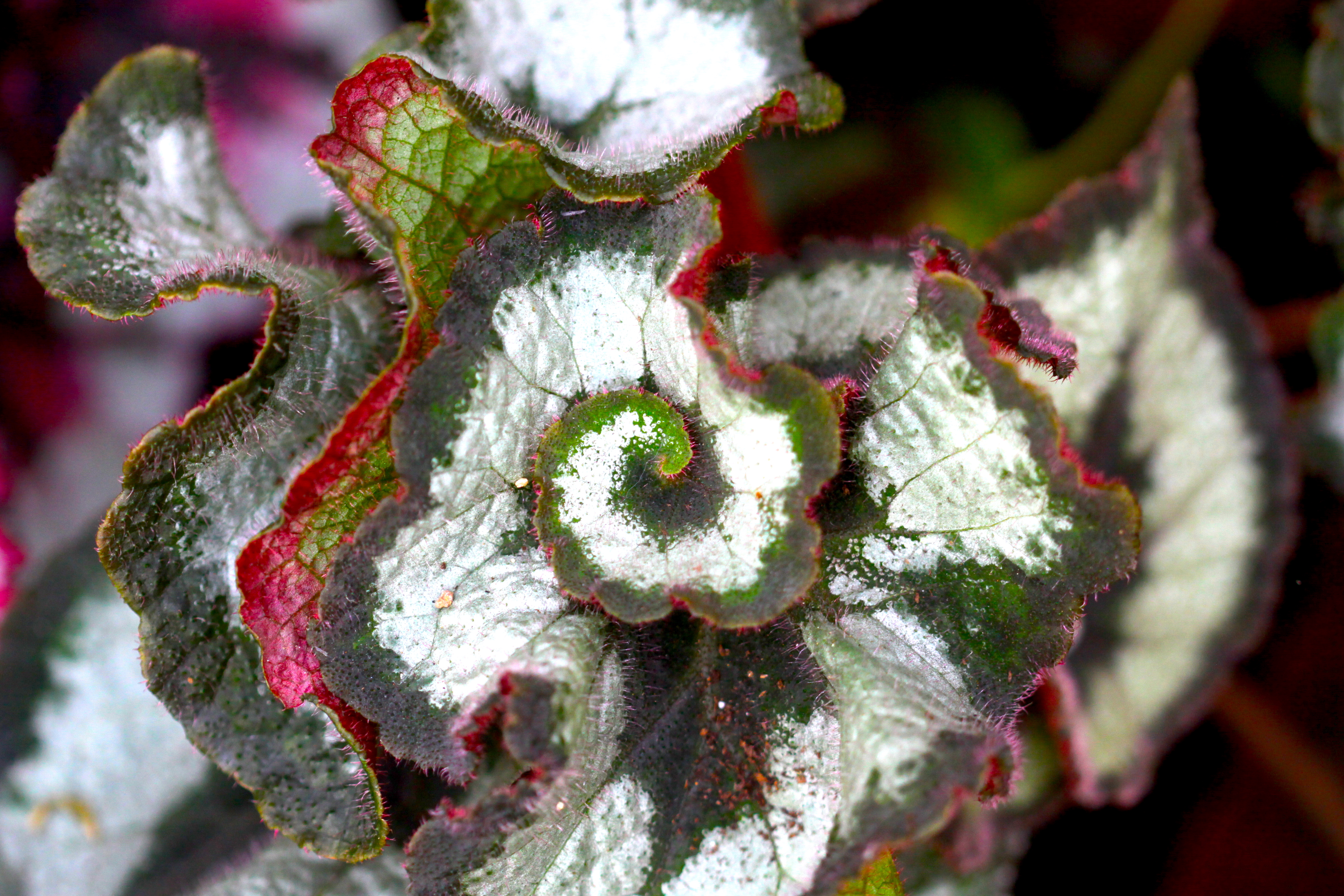
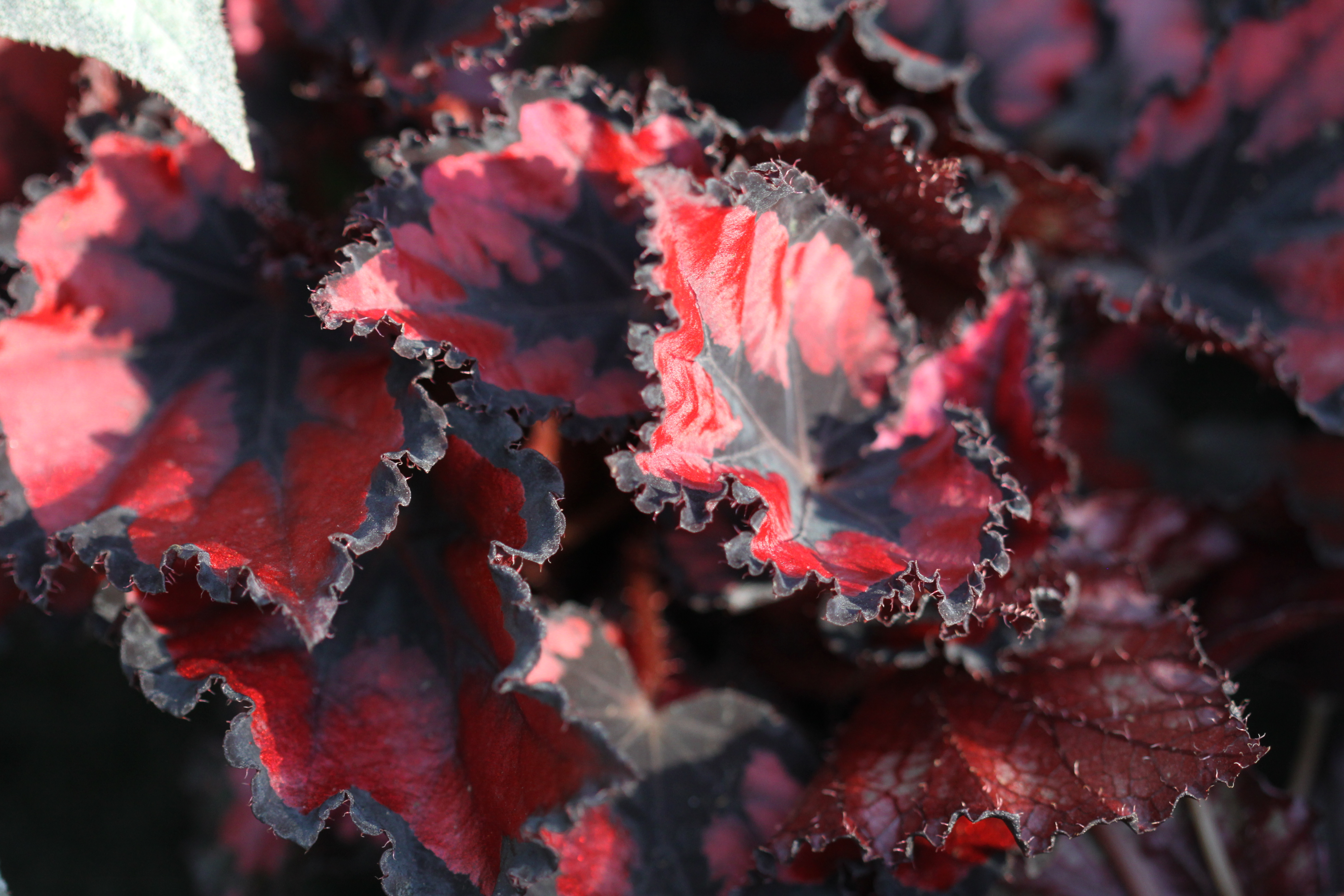
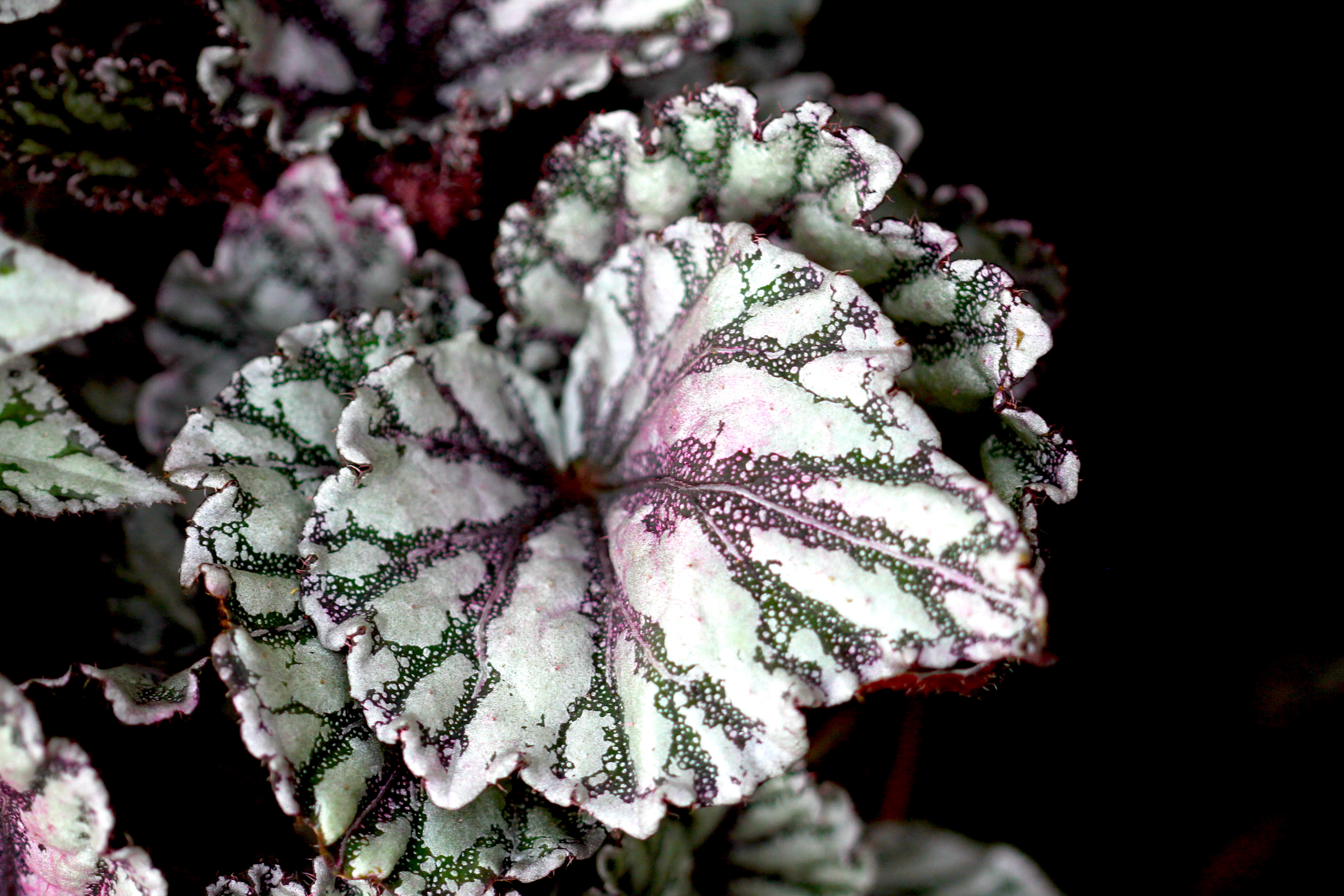
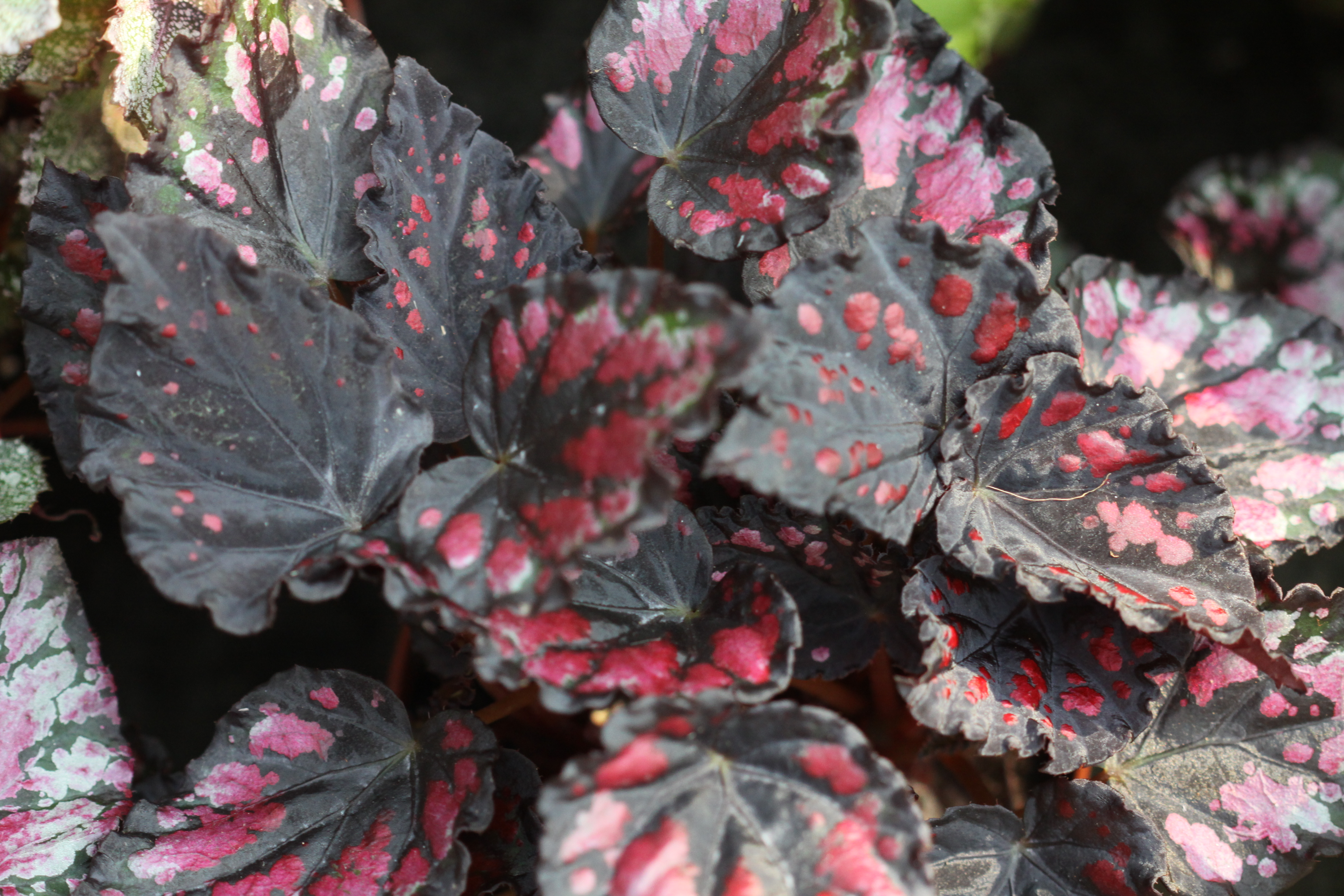
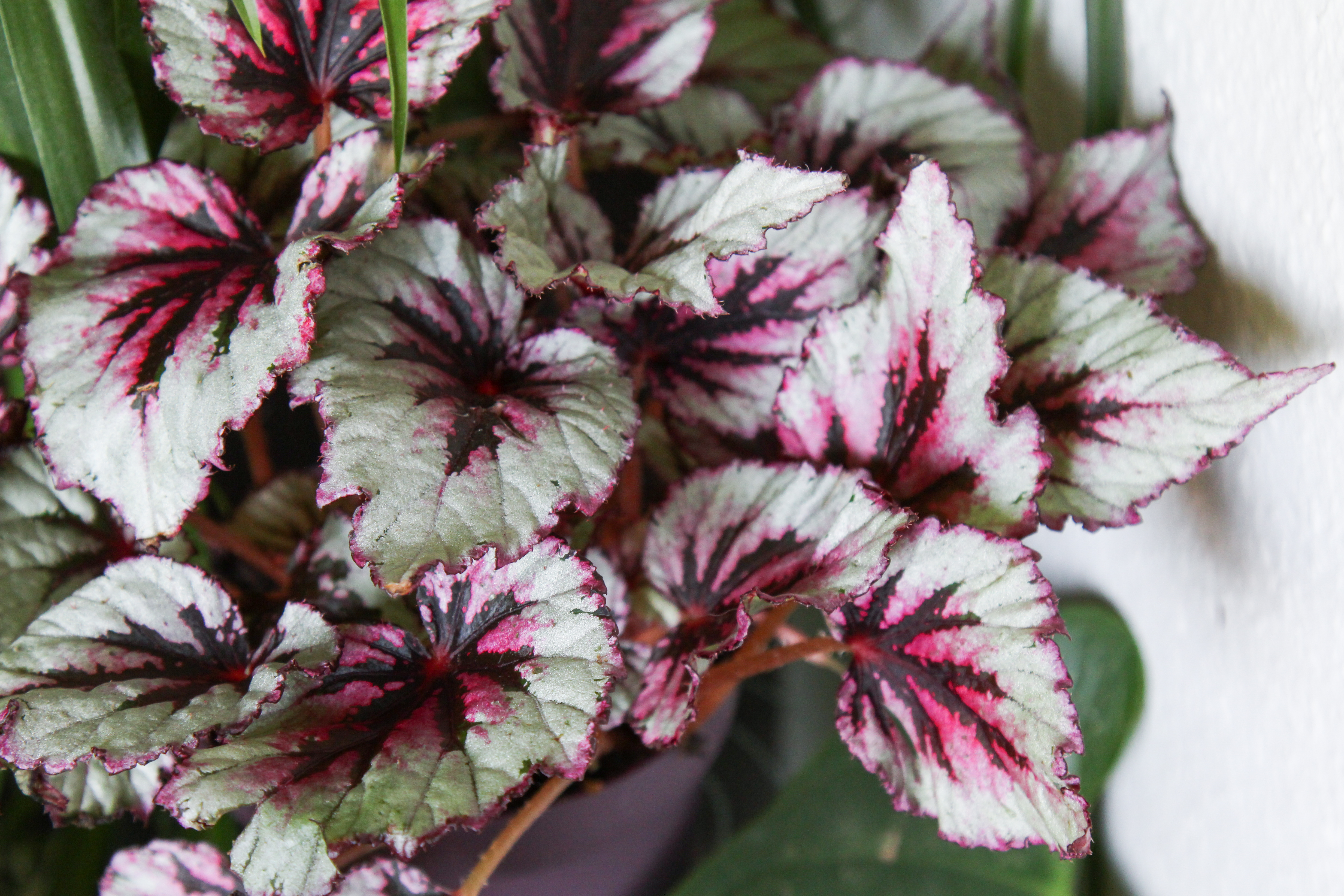

- Begonia dominiana Veitch ex J.Dix, 1859
- Begonia marginata T.Moore, 1860
- Begonia picturata Hend. ex Bosse, 1861
- Begonia rex var. grandis E.J.Lowe & W.Howard, 1859
- Begonia rex var. leopardina T.Moore, 1860
- Begonia rex var. nebulosa E.J.Lowe & W.Howard, 1860

## Применение
Бегония королевская имеет применение как лекарственное так и пищевое.
У индийских племен она почиталась как божественный дар и символизировала верховную власть вождя.

## Выращивание и уход[3]

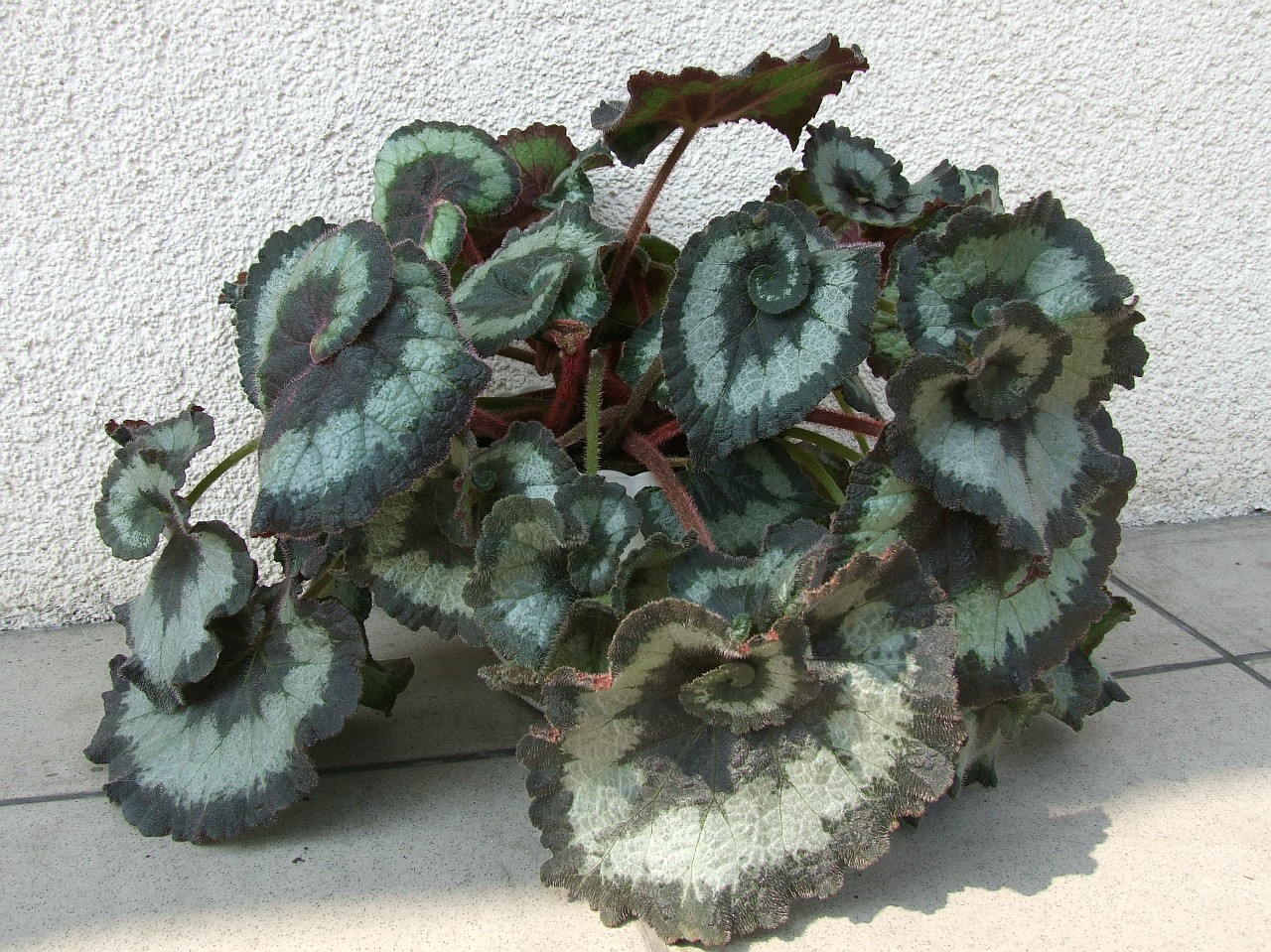
Begonia rex, сорт — 'Escargot'

Бегония королевская является популярным растением для выращивания в домашних условиях. Она может быть размещена в горшках диаметром от 8 до 20 см, в зависимости от размера растения. Также возможно выращивание бегонии в цветочницах вместе с другими растениями, которые имеют схожие требования. В летнее время растения можно выставлять на балконы и террасы, но предпочтительно выбирать полутенистые места, защищенные от ветра. В сентябре рекомендуется вернуть бегонии внутрь помещения.
Для выращивания рекомендуется использовать мягкую и легкую почву, которая состоит преимущественно из прелой листвы с добавлением торфа и песка. При уходе за бегонией необходимо очищать листья влажной тряпочкой. Не рекомендуется использование люстрирующих растворов, которые могут вызвать ожоги, особенно у «волосатых» разновидностей. Для предотвращения появления пятнистости и гниения рекомендуется удаление крупных нижних листьев. Бегонии королевской требуется регулярный обильный полив, особенно весной и летом. Важно не допускать пересыхания почвы, но также не следует застаивать воду в горшке. Полив вечером не рекомендуется, а также нужно избегать попадания воды на листву при уходе за растением.
Взрослые экземпляры рекомендуется пересаживать каждую весну в новые горшки. При пересадке следует использовать ту же легкую почву, которая рекомендована для выращивания бегоний, добавляя перегной и костную муку. Растения не следует сажать слишком глубоко, чтобы избежать загнивания; корневая шейка должна оставаться над землей.
Бегонии можно размножать в конце весны или начале лета, в основном с помощью листьев. Хорошо развитые листья следует надрезать с нижней стороны в местах разветвления крупных жилок и поместить в плошку с песком или смесью песка и торфа в равных частях. Лист следует тщательно прижать нижней стороной к земле для обеспечения хорошего контакта. Плошку с листом следует поместить в теплое место, накрыть стеклом или пластиком и постоянно увлажнять песок или смесь. Для того чтобы листья были крепко прижаты к земле, их можно прикрепить U-образными проволочными скобочками. Размноженные побеги с корнями отделяют от «материнского» листа и сажают поодиночке в горшочки. Растение можно размножать также, используя только часть листа, а не всю листовую пластину целиком. В этом случае лист следует разрезать на кусочки со стороной 2-3 см, оставляя жилку у каждого кусочка, и сажать их вертикально в песок. После этого следует действовать так, как описано выше.
Растения следует размещать в освещенных местах, но защищать от прямых солнечных лучей. Температура не должна опускаться ниже 15-16 °C, а оптимальная температура составляет 18-25 °C.
Появление темных и влажных участков загнивания корней, корневой шейки и листьев, соприкасающихся с землей, может быть вызвано грибами родов Pythium и Rhizoctonia. Чтобы предотвратить такие заболевания, важно использовать легкую почву и избегать излишнего полива. Мучнистая роса винограда и серая гниль поражают наземную часть растения, особенно при повышенной влажности и плохой вентиляции. Чтобы предотвратить их появление, необходимо избегать попадания воды на листву при поливе. Трипсы являются вредителями, которые прокалывают листья, приводя к их деформации. Их можно контролировать с помощью соответствующих инсектицидов. Ненормально светлые листья указывают на избыточное освещение, а слишком нежные листья бледной окраски указывают на недостаток освещения.